# Hellikon
Hellikon (schweizerdeutsch: ˈhelːikχə) ist eine Einwohnergemeinde im Schweizer Kanton Aargau. Sie gehört zum Bezirk Rheinfelden, liegt im Westen der Region Fricktal rund vier Kilometer südwestlich der Grenze zu Deutschland und grenzt an den Kanton Basel-Landschaft.

## Geographie
Das Dorf liegt im oberen Möhlintal, das von Südosten nach Nordwesten vom Möhlinbach durchflossen wird. Es besteht aus zwei Teilen: Das Unterdorf erstreckt sich über eine Länge von einem Kilometer dem Möhlinbach entlang, das Oberdorf liegt westlich davon am Talbach. Der flache Talboden dem Möhlinbach entlang ist durchschnittlich knapp 200 Meter breit und weitet sich bei der Mündung des Talbachs auf knapp 400 Meter Breite aus. Beide Täler werden von mehreren Hügeln des Tafeljuras begrenzt. Diese sind im unteren Bereich stellenweise sehr steil und gehen im oberen Bereich in ausgedehnte Hochebenen über, auf denen Landwirtschaft betrieben wird.
Östlich des Dorfes erhebt sich die über einen Kilometer breite Hochebene des Wabrig, die sich über eine Länge von mehr als vier Kilometern erstreckt. Bei Zuzgen wird die Ebene Lohnberg genannt, bei Wegenstetten Hersberg. Das mehr als einen Kilometer lange, tief eingeschnittene Seitental des Talbachs erstreckt sich in Richtung Westen. Es trennt die Neulig-Hochebene im Norden von der Egg-Hochebene im Süden.
Die Fläche des Gemeindegebiets beträgt 704 Hektaren, davon sind 230 Hektaren bewaldet und 50 Hektaren überbaut. Der höchste Punkt liegt auf 633 m ü. M. am westlichen Rand der Neulig-Hochebene, der tiefste auf 397 m ü. M. am Möhlinbach. Das Gemeindegebiet von Hellikon ist Teil des Juraparks Aargau, einem «Regionalen Naturpark von nationaler Bedeutung». Nachbargemeinden im Aargau sind Zuzgen im Nordwesten, Obermumpf im Nordosten, Schupfart im Osten und Wegenstetten im Südosten. Nachbargemeinden im Kanton Basel-Landschaft sind Buus im Westen und Hemmiken im Südwesten.

## Geschichte
Die erste urkundliche Erwähnung von Hellincon erfolgte im Jahr 1209. Der Ortsname stammt vom althochdeutschen Hellinghofun und bedeutet «bei den Höfen der Sippe des Hello». Der Name lässt auf eine Besiedlung durch die Alemannen im 6. oder 7. Jahrhundert schliessen. Im Mittelalter waren die Grafen von Homberg und Farnsburg sowie die Johanniterkommende Rheinfelden und die Zisterzienserinnen in Olsberg die wichtigsten Grundbesitzer. Die niedere Gerichtsbarkeit war im Besitz des Hofes Zeiningen, welcher wiederum dem Damenstift Säckingen gehörte. Landesherren und Inhaber der Blutgerichtsbarkeit waren seit dem späten 12. Jahrhundert die Habsburger.
Nach dem Waldshuterkrieg von 1468 verpfändeten die Habsburger das gesamte Fricktal an Burgund. Als die Burgunder von den Eidgenossen während der Burgunderkriege vernichtend geschlagen worden waren, kam Hellikon 1477 wieder unter österreichische Herrschaft. Als Folge der Reichsreform des österreichischen Kaisers Maximilian I. gehörte Hellikon ab 1491 zu Vorderösterreich und lag in der Landschaft Möhlinbach, einer untergeordneten Verwaltungseinheit der Kameralherrschaft Rheinfelden (ab 1752 im Oberamt Breisgau). Im 17. Jahrhundert gab es kaum längere Friedenszeiten. Der Rappenkrieg, ein Bauernaufstand, dauerte von 1612 bis 1614. Der Dreissigjährige Krieg, der zwischen 1633 und 1638 auch das Fricktal erfasste, warf das Dorf in seiner wirtschaftlichen Entwicklung zurück. Auch während des Pfälzischen Erbfolgekriegs (1688–1697) zogen fremde Truppen durch die Region.
1797 wurde das Fricktal nach dem Frieden von Campo Formio ein französisches Protektorat. Während des Zweiten Koalitionskrieges verlief hier die Frontlinie zwischen den Armeen Frankreichs und Österreichs. Am 20. Februar 1802 wurde Hellikon eine Gemeinde im Distrikt Rheinfelden des Kantons Fricktal, der sich im August der Helvetischen Republik anschloss. Seit dem 19. Februar 1803 gehört die Gemeinde zum Bezirk Rheinfelden im Kanton Aargau. Ab 1865 verkehrte eine Postkutsche nach Möhlin, die 1922 durch eine Postautolinie ersetzt wurde. Von 1895 bis 1969 sorgte eine Posamentfabrik für zusätzliche Verdienstmöglichkeiten neben der dominierenden Landwirtschaft.

Luftansicht (1950)

Kirchlich war Hellikon nie eigenständig. Der rechtsufrige Teil gehörte seit jeher zu Wegenstetten, der linksufrige Teil zu Zuzgen. Letzterer wurde 1788 im Rahmen der josephinischen Reformen der Pfarrei Wegenstetten zugeteilt. Ein bedeutender Teil der Bevölkerung trat 1873 während des Kulturkampfs zur christkatholischen Konfession über (seit 1898 in der Kirchgemeinde Wegenstetten organisiert). 1947/48 errichteten die Christkatholiken eine eigene Kirche, womit die gemeinsame Nutzung der Wendelinskapelle mit den Römisch-Katholiken endete.
Bei der Weihnachtsfeier 1875 ereignete sich ein tragisches Unglück, als das Treppenhaus des zehn Jahre zuvor erbauten Schulhauses von Hellikon einstürzte. Dabei kamen 76 Menschen ums Leben, die meisten davon Kinder. Zwischen 1850 und 1950 ging die Bevölkerungszahl um über zwanzig Prozent zurück. Bis ins 20. Jahrhundert bildeten Getreide- und Weinbau die Erwerbsgrundlagen, wobei der Weinbau wegen Reblaus- und Mehltau-Epidemien aufgegeben werden musste. Hellikon wandelte sich von einer Bauern- zu einer Wohngemeinde, da immer mehr Menschen aus der Region Basel hierher zogen. Seit Beginn der 1980er Jahre ist die Bevölkerungszahl um mehr als einen Drittel angestiegen.

## Wappen
Die Blasonierung des Gemeindewappens lautet: «In Blau über grünem Dreiberg drei gelbe Spitzmorcheln.» Die Einführung des Wappens erfolgte 1924. Zwar war das Wappen schon früher bekannt, aber urkundlich nirgends festgelegt. 1966 erhielt das Wappen seine heutige Form mit gelben statt wie bisher braunen Morcheln.

## Sehenswürdigkeiten
In Hellikon stehen zwei Kapellen aus dem 17. Jahrhundert, die Sebastianskapelle im Oberdorf und die Wendelinskapelle im talaufwärts gelegenen Ausserdorf. Insbesondere im Zentrum des Dorfes, das im Inventar der schützenswerten Ortsbilder der Schweiz verzeichnet ist, befinden sich mehrere Gebäude aus dem späten 17. bis 19. Jahrhundert. Es handelt sich dabei um frühere landwirtschaftliche Vielzweckbauten in der für diese Region typischen Bauform mit Wohn- und Nutztrakt unter einem gemeinsamen Dachfirst. Besonders gut erhalten ist eine rund 250 Meter lange, fast geschlossene Häuserzeile entlang der Ostseite der Hauptstrasse.

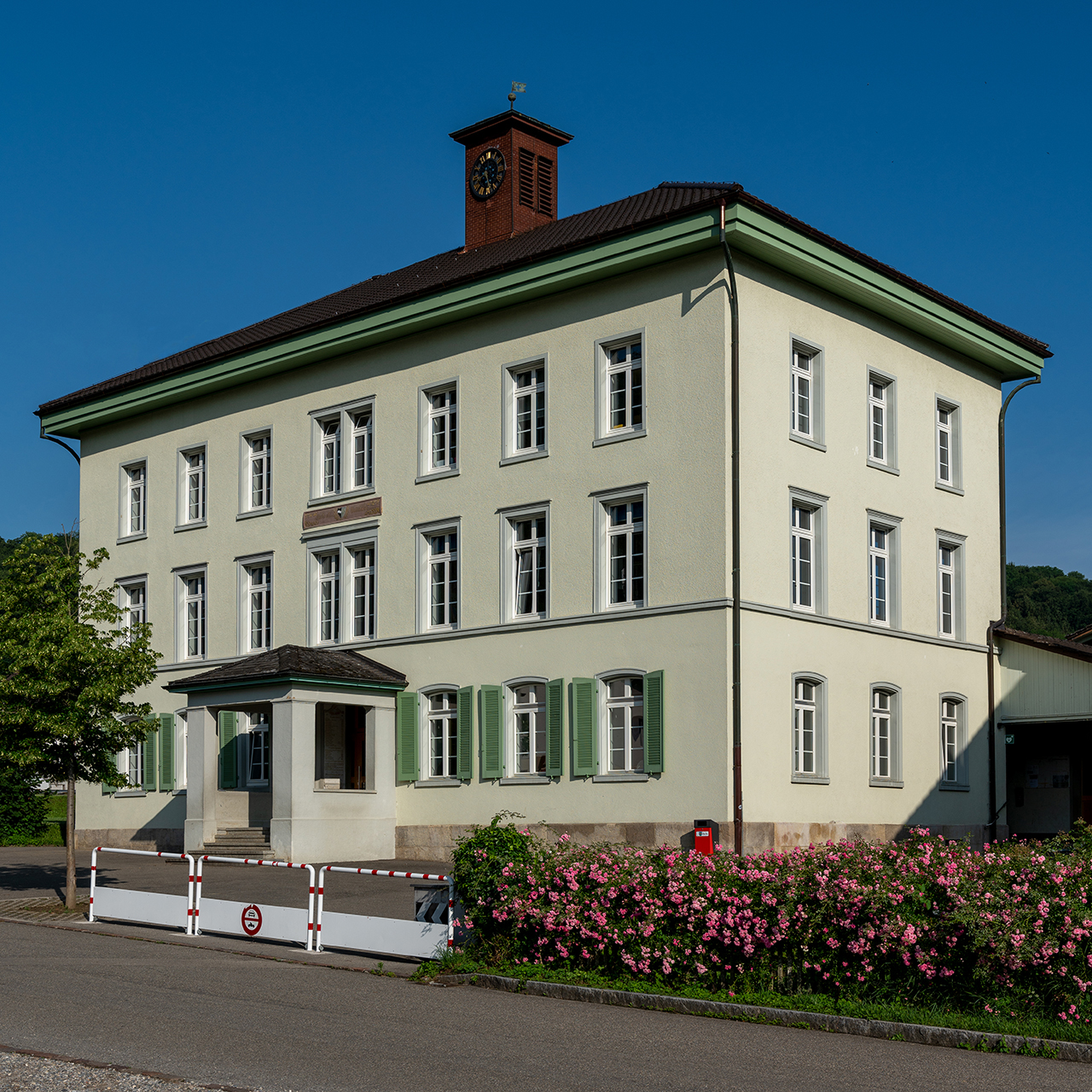
Schulhaus
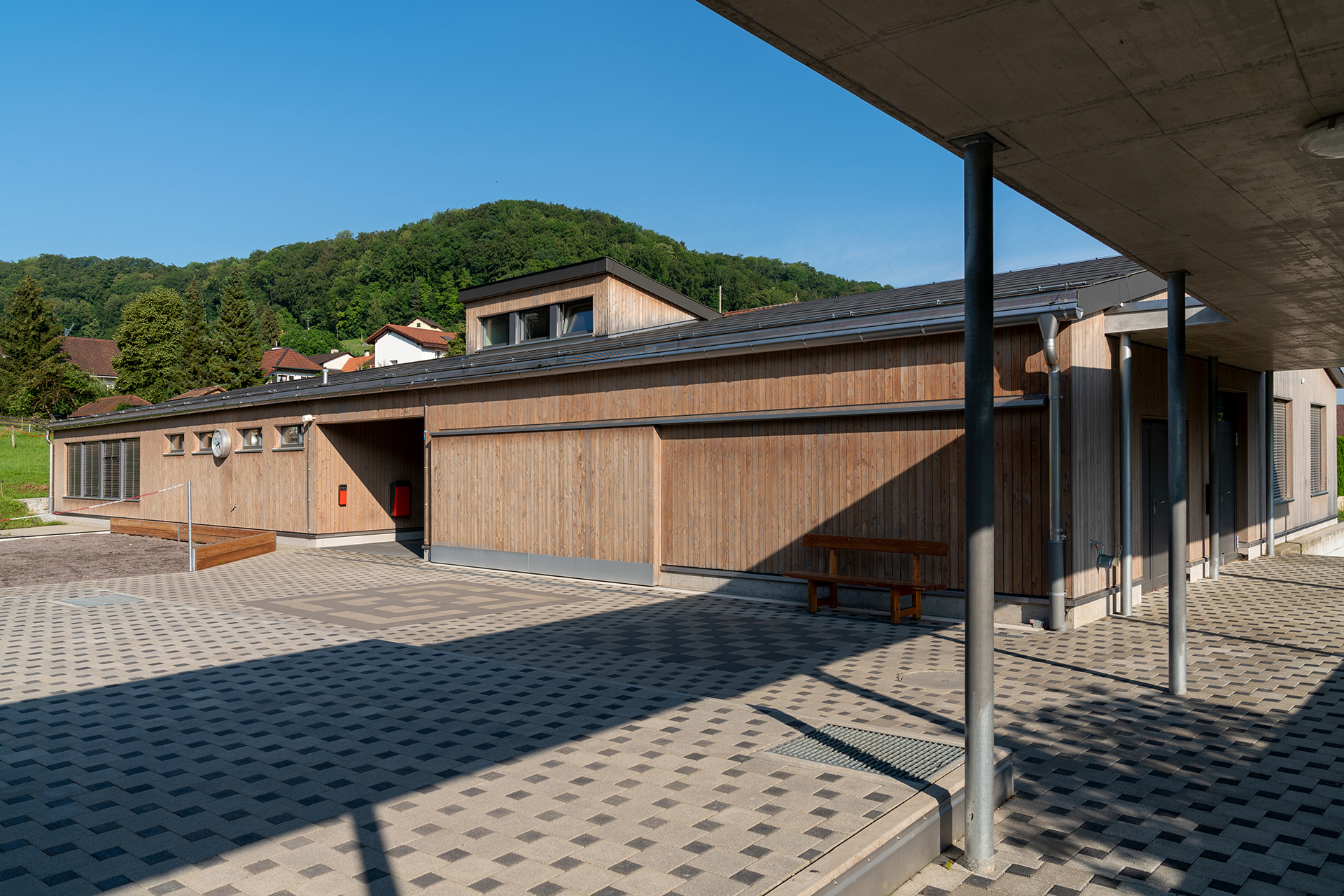
Schulanlage
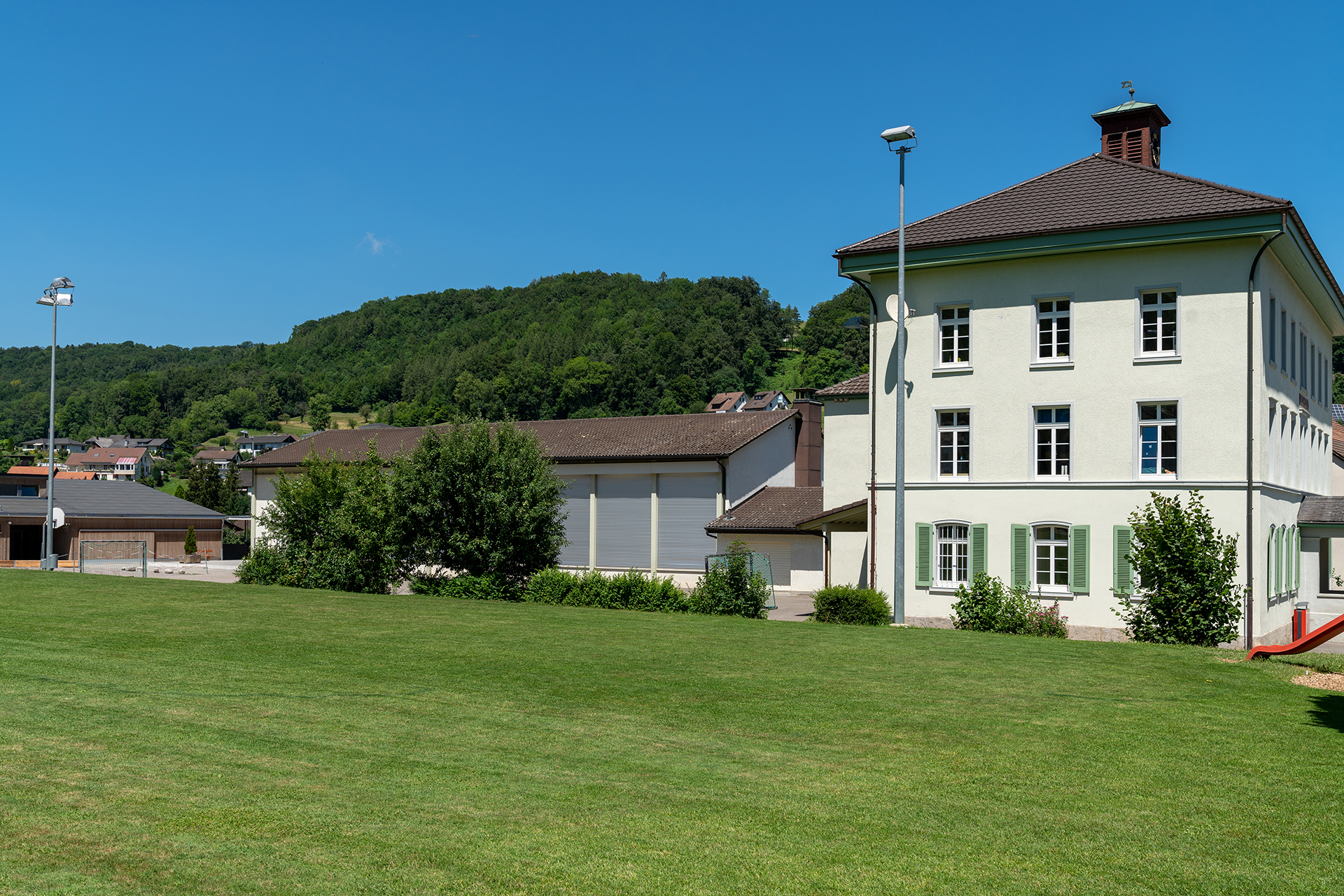
Schulanlage
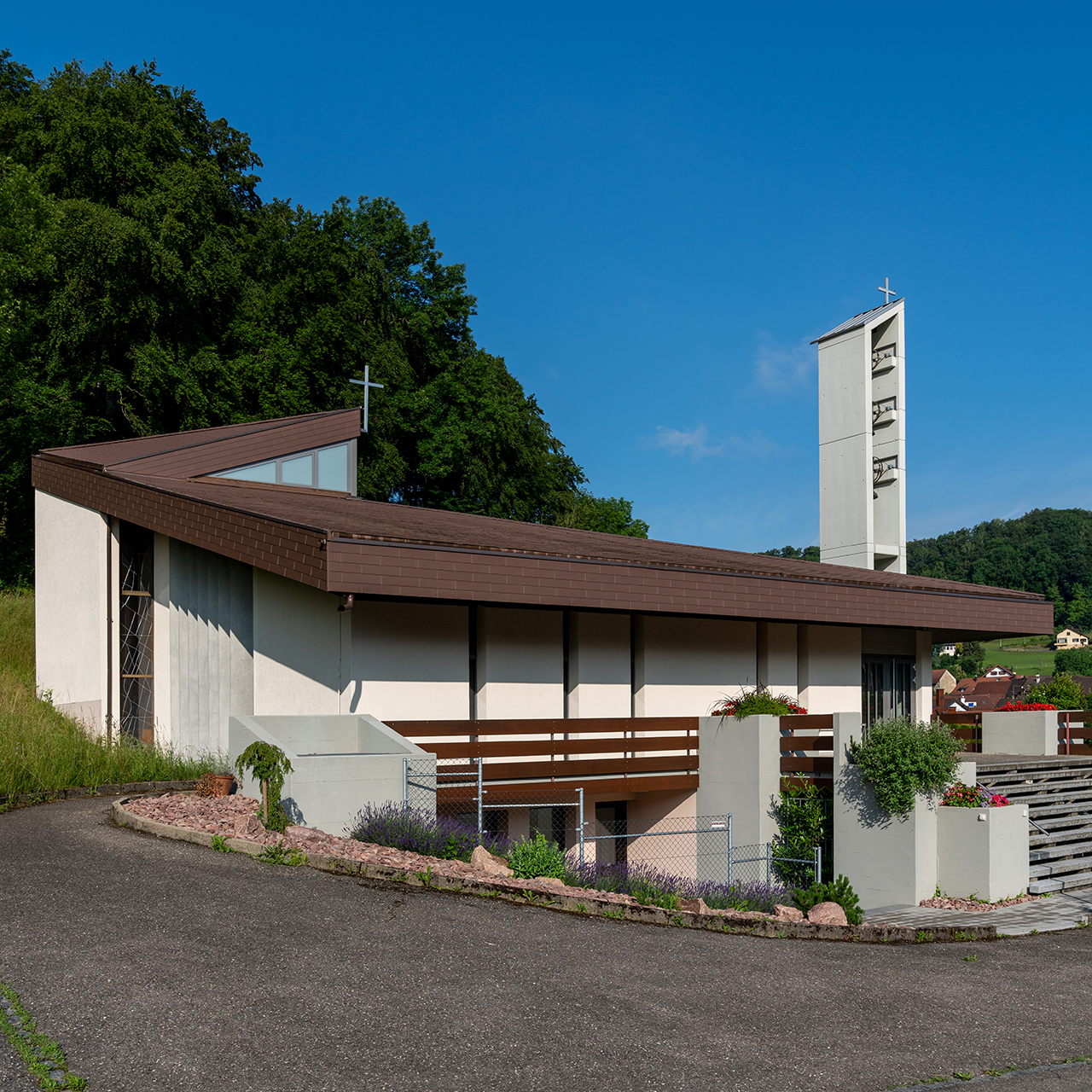
Neue Sebastianskapelle
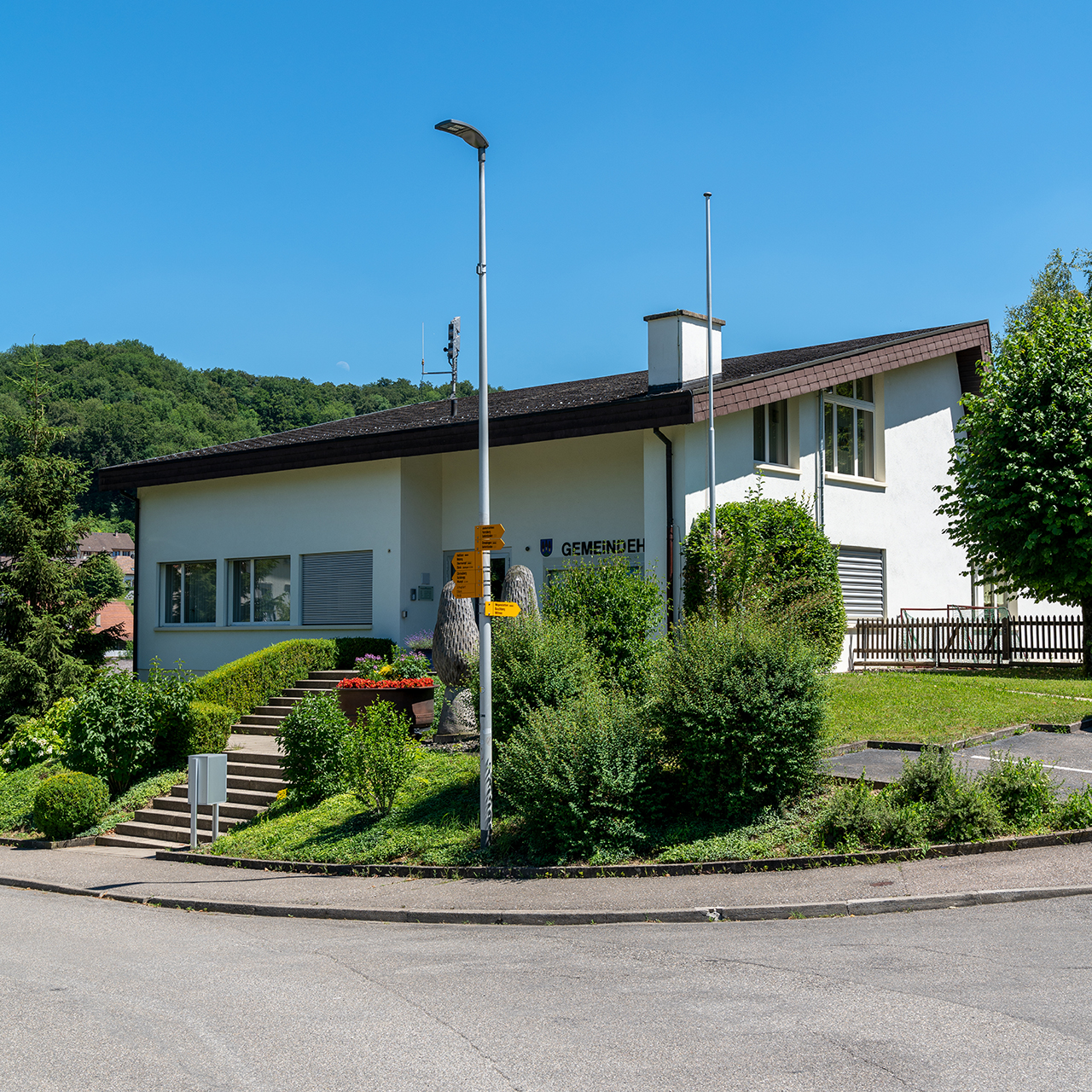
Gemeindehaus

## Bevölkerung
Die Einwohnerzahlen entwickelten sich wie folgt:
| Jahr      | 1768 | 1850 | 1900 | 1930 | 1950 | 1960 | 1970 | 1980 | 1990 | 2000 | 2010 | 2020 |
| Einwohner | 252  | 681  | 581  | 579  | 539  | 558  | 592  | 582  | 708  | 747  | 782  | 780  |

Am 31. Dezember 2023 lebten 839 Menschen in Hellikon, der Ausländeranteil betrug 9,3 %. Bei der Volkszählung 2015 bezeichneten sich 48,8 % als römisch-katholisch, 15,2 % als reformiert und 15,2 % als christkatholisch; 20,8 % waren konfessionslos oder gehörten anderen Glaubensrichtungen an. Hellikon ist damit die Gemeinde mit dem höchsten Anteil an Christkatholiken in der Schweiz. 95,6 % gaben bei der Volkszählung 2000 Deutsch als ihre Hauptsprache an und 2,4 % Albanisch.

## Politik und Recht
Die Versammlung der Stimmberechtigten, die Gemeindeversammlung, übt die Legislativgewalt aus. Ausführende Behörde ist der fünfköpfige Gemeinderat. Er wird im Majorzverfahren vom Volk gewählt, seine Amtsdauer beträgt vier Jahre. Der Gemeinderat führt und repräsentiert die Gemeinde. Dazu vollzieht er die Beschlüsse der Gemeindeversammlung und die Aufgaben, die ihm vom Kanton zugeteilt wurden. Für Rechtsstreitigkeiten ist in erster Instanz das Bezirksgericht Rheinfelden zuständig. Hellikon gehört zum Friedensrichterkreis XIV (Rheinfelden).

## Wirtschaft
In Hellikon gibt es gemäss der im Jahr 2015 erhobenen Statistik der Unternehmensstruktur (STATENT) rund 160 Arbeitsplätze, davon 44 % in der Landwirtschaft, 20 % in der Industrie und 36 % im Dienstleistungssektor. Kleinere Gewerbebetriebe sind in der Kunststoffverarbeitung und im Baugewerbe tätig. Die meisten Erwerbstätigen sind Wegpendler und arbeiten in den grösseren Gemeinden des Fricktals und in der Agglomeration der Stadt Basel.

## Verkehr
Hellikon liegt an der Kantonsstrasse 494, die von Möhlin durch das Möhlintal nach Wegenstetten verläuft. Eine kleinere Nebenstrasse führt nach Buus. Der nächstgelegenen Anschlüsse der Autobahn A3 befinden sich bei Rheinfelden und Eiken. Die Anbindung an das Netz des öffentlichen Verkehrs erfolgt durch die Postautolinie vom Bahnhof Möhlin nach Wegenstetten. An Wochenenden verkehrt ein Nachtbus von Möhlin durch das Möhlintal und das Fischingertal zurück nach Möhlin.

## Bildung
Die Gemeinde verfügt über einen Kindergarten und eine Primarschule (siehe auch Schulhaus Hellikon). Die Realschule und die Bezirksschule werden zusammen mit dem ganzen Möhlintal in Möhlin geführt. Die Sekundarschule ist klassenweise aufgeteilt und wird in Wegenstetten und Zeiningen besucht. Aufgrund einer interkantonalen Vereinbarung können Jugendliche aus Teilen des Fricktals das Gymnasium in Muttenz (Kanton Basel-Landschaft) oder in Basel absolvieren.

## Persönlichkeiten
- Hans Gersbach (* 1959), Ökonom